# Microwithius yurii
Espèce
Synonymes
- Metawithius yurii (Redikorzev, 1938)

Microwithius yurii est une espèce de pseudoscorpions de la famille des Withiidae.

## Distribution
Cette espèce se rencontre au Viêt Nam, au Cambodge et en Indonésie.

## Description
Les mâles mesurent de 1,70 à 2,08 mm et la femelle 2,39 mm.

## Publication originale
- Redikorzev, 1938 : Les pseudoscorpions de l'Indochine française recueillis par M.C. Dawydoff. Mémoires du Muséum National d'Histoire Naturelle, Paris, vol. 10, p. 69-116.